# Tumansky/Khatchaturov R-29BS-300
O Tumansky R-29 é um turbojato de origem soviética desenvolvido no início dos anos de 1970.  É geralmente descrito como sendo de "terceira geração" de motores soviéticos de turbina a gás, os quais eram caracterizados pelos elevados índices de empuxo e uso de refrigeração a ar da turbina. 

## Variantes
R-29-300
Variante original. Foi usada no Mig-23MF e variantes relacionadas.
R-29B-200
Variante simplificada destinada ao Mig-27.
R-29PN
Variante avançada que substituiu o modelo 300 em aeronaves não exportáveis.
R-29BS-300
Variante modificada na gearbox. Usada em várias variantes de exportação do Su-17.

## Aplicações
- IAR 95
- Mikoyan-Gurevich MiG-23
- Mikoyan MiG-27
- Shenyang J-13
- Sukhoi Su-22

## References
1. ↑  Gunston 1989, p. 168.
2. ↑  Sosounov, V.A. (1990). The Development of Aircraft Power Plant Construction in the USSR and the 60th Anniversary of CIAM. AlAA/ASME/SAE/ASEE 26th Joint Propulsion Conference, July 16–18, 1990. Orlando, Florida. AIAA-90-2761.
3. 1 2 3 4  TMKB Soyuz R29-300 (necessária subscrição)[ligação inativa]. Janes Aero Engines. Edited: 1 April 2010.